# Pacific Nations Cup 2016
Der Pacific Nations Cup 2016 war die elfte Ausgabe des Rugby-Union-Turniers Pacific Nations Cup. Beteiligt waren die Nationalmannschaften von Fidschi, Samoa und Tonga. Zwischen dem 11. und 25. Juni 2016 fanden drei Spiele statt, wobei jede Mannschaft je einmal gegen die anderen zwei antrat. Diese Ausgabe des Wettbewerbs und jene des nächsten Jahres dienten auch als Qualifikation zur Rugby-Union-Weltmeisterschaft 2019 dienen, weshalb sich die Mannschaften von Japan, Kanada und den USA nicht beteiligten.
Fidschi verteidigte den Titel vom Vorjahr und war zum insgesamt dritten Mal erfolgreich.

## Tabelle
|    | Land    | Spiele | Siege | Unent. | Ndlg. | Spiel- punkte | Diff. | Bonus- punkte | Tabellen- punkte |
| -- | ------- | ------ | ----- | ------ | ----- | ------------- | ----- | ------------- | ---------------- |
| 1. | Fidschi | 2      | 2     | 0      | 0     | 49:34         | + 15  | 0             | 8                |
| 2. | Samoa   | 2      | 1     | 0      | 1     | 46:36         | + 10  | 0             | 4                |
| 3. | Tonga   | 2      | 0     | 0      | 2     | 28:53         | − 25  | 1             | 1                |

Die Punkteverteilung war wie folgt:
- 4 Punkte bei einem Sieg
- 2 Punkte bei einem Unentschieden
- 0 Punkte bei einer Niederlage (vor möglichen Bonuspunkten)
- 1 Bonuspunkt bei vier Versuchen in einem Spiel
- 1 Bonuspunkt bei einer Niederlage mit weniger als sieben Punkten Unterschied

## Ergebnisse
| 11. Juni 2016 15:00 FJT | Fidschi | 23 : 18        | Tonga | National Stadium, Suva Zuschauer: 2.000 Schiedsrichter: Nigel Owens (Wales) |
| 11. Juni 2016 15:00 FJT | Versuche: Volavola 45. erh. Soqeta 50. n.erh. Radrodro 74. n.erh. Erhöhungen: Bai (1/3) Straftritte: Bai (2/2) 58., 71. | (0:15) Bericht | Versuche: Iongi 27. erh. Takulua 30. n.erh. Erhöhungen: Takulua (1/2) Straftritte: Takulua (2/2) 20., 56. | National Stadium, Suva Zuschauer: 2.000 Schiedsrichter: Nigel Owens (Wales) |

| 18. Juni 2016 15:00 FJT | Fidschi                                                                                                 | 26 : 16         | Samoa                                                                                 | National Stadium, Suva Zuschauer: 2.063 Schiedsrichter: George Clancy (Irland) |
| 18. Juni 2016 15:00 FJT | Versuche: Koto 39. erh. Osborne 77. erh. Erhöhungen: Bai (2/2) Straftritte: Bai (4/4) 2., 41., 46., 62. | (10:16) Bericht | Versuche: Matu’u 33. erh. Erhöhungen: Pisi (1/1) Straftritte: Pisi (3/4) 6., 22., 27. | National Stadium, Suva Zuschauer: 2.063 Schiedsrichter: George Clancy (Irland) |

| 25. Juni 2016 15:00 WST | Samoa | 30 : 10        | Tonga                                                                             | Apia Park, Apia Zuschauer: 5.500 Schiedsrichter: Pascal Gaüzère (Frankreich) |
| 25. Juni 2016 15:00 WST | Versuche: Strafversuch 7. erh. Lepa 11. erh. Tusitala 77. erh. Erhöhungen: Fa’apale (2/2) Leuila (1/1) Straftritte: Fa’apale (3/5) 16., 29., 33. | (23:3) Bericht | Versuche: Fonua 61. erh. Erhöhungen: Takulua (1/1) Straftritte: Takulua (1/2) 13. | Apia Park, Apia Zuschauer: 5.500 Schiedsrichter: Pascal Gaüzère (Frankreich) |